# Bernard Belleau
Bernard Belleau (Montreal, 15 de marzo de 1925 — 4 de septiembre de 1989) fue un médico e investigador canadiense, especializado en bioquímica. Desarrolló la Lamivudina, fármaco empleado junto al Dolutegravir para tratar el VIH/sida de forma eficaz.

## Biografía
Se recibió de médico en la Universidad de Montreal en 1947 y obtuvo su especialización en bioquímica en 1948. Se doctoró en la Universidad McGill en 1950.
Murió a la edad de 64 años el 4 de septiembre de 1989, luego de descifrar recientemente la optimización del AZT que posibilitó desarrollar la lamivudina.
En el año 2000 fue incluido en el Salón de la Fama de Medicina canadiense.

## Carrera
En los años 1970 desarrolló el Butorfanol, un potentísimo analgésico.
Mientras trabajaba en el Memorial Sloan Kettering Cancer Center descubrió junto al Dr. George I. Fujimoto, la hoy llamada reacción de Fujimoto-Belleau.
En los años 1980 junto a los Dres. Francesco Bellini y Gervais Dionne fundó la Empresa Pharma de biotecnología de la bioquímica y allí el trío comenzó a trabajar en la creación de un fármaco contra el Sida. Belleau descifró la optimización del AZT permitiendo cumplir su último proyecto, que terminó siendo la lamivudina.

### La lamivudina
Este fue el quinto fármaco aprobado por la FDA, el 17 de noviembre de 1995, contra el VIH. En 1996 se estimó que la Lamivudina salvó la vida de 2 millones de personas.
En 2013 el Dr. Pedro Cahn desarrolló un tratamiento del VIH eficaz, menos tóxico y más económico, que consiste en el empleo de sólo dos fármacos; el Dolutegravir (lanzado al mercado ese mismo año) y la Lamivudina. Éste es el tratamiento actual de la enfermedad.